# Huperzia petrovii
Huperzia petrovii är en lummerväxtart som beskrevs av Siplivinsky. Huperzia petrovii ingår i släktet lopplumrar, och familjen lummerväxter. Inga underarter finns listade i Catalogue of Life.